# Is It Wrong to Try to Pick Up Girls in a Dungeon?
Is It Wrong to Try to Pick Up Girls in a Dungeon? (яп. ダンジョンに出会いを求めるのは間違っているだろうか Дандзён ни дэаи о мотомэру но ва матигаттэиру даро: ка, «Разве плохо искать себе пару в подземелье?»), также известное как DanMachi (яп. ダンまち) — серия ранобэ Фудзино Омори, выпускаемая издательством SB Creative с 15 января 2013 года. Со 2 августа 2013 года в журнале Young Gangan выпускается манга-адаптация работы, авторства мангаки Куниэды. Весной 2015 года на различных телеканалах Японии транслировался одноимённый аниме-сериал, созданный на студии J.C.Staff. 5 июня 2021 состоялась премьера на телеканале FAN.

## Сюжет
Действие произведения происходит в вымышленном городе Орарио, в котором находится особое место, именуемое «Подземельем» (яп. ダンジョン Дандзён) и разделённое на несколько уровней подобно компьютерным играм. Подземелье служит местом заработка для многочисленных искателей приключений, регулярно отправляющихся в него в рейды для разведки и уничтожения боссов. Социальная система Орарио построена на разделении людей по фракциям, называемым «семьями» (яп. ファミリア Фамириа), во главе которых состоит курирующее весь клан божество.
Главный герой произведения пятнадцатилетний Белл Кранель входит в новообразованную семью богини Гестии, в котором помимо самой Гестии является единственным участником. В ходе одной из попыток самостоятельного изучения Подземелья Белл подвергся атаке минотавра, но был спасён девушкой-мечницей Айс Валленштайн, в которую Кранель влюбляется с первого взгляда. Считая себя недостойным своей возлюбленной, Белл решает всерьёз улучшить свои боевые навыки, в чём ему стремится помочь Гестия.

## Главные герои
Белл Кранель (яп. ベル・クラネル Бэру Куранэру) — юноша-альбинос, добрый и стеснительный. Заботится об окружающих его людях, в особенности о Гестии.
Сэйю: Ёсицугу Мацуока
Гестия (яп. ヘスティア Хэсутиа) — энергичная девушка, но при этом весьма ленивая. Влюблена в Белла и ревнует его к другим девушкам.
Сэйю: Инори Минасэ
Айс Валленштайн (яп. アイズ・ヴァレンシュタイン Айдзу Варэнсютайн) — первоклассная искательница приключений, серьезна и молчалива.
Сэйю: Саори Ониси

## Критика
В обзоре ранобэ рецензент сайта Anime News Network Тэрон Мартин отметил, что сочетание интересного сеттинга и концепции произведения с использованием шаблонов игровых механик японских ролевых игр выполнено на достаточно тонкой грани, которой с трудом удаётся сохранять баланс между ними. Интересным решением, по мнению Мартина, стала частая смена персонажа, от лица которого ведётся повествование, что напомнило критику смену видов от первого и третьего лица в компьютерных играх. В рецензии на аниме-адаптацию критик в качестве положительных аспектов выделил музыкальное сопровождение сериала и постановку боевых сцен, но также с сожалением отметил появление и избыточное внимание на экране к некоторым элементам жанра гарем. Энди Хэнли из UK Anime Network охарактеризовал сериал, как «обладающий приятным актёрским составом и привлекательной презентацией», но мало что имеющий за вычетом этих элементов.